# 尹比加兰
尹比加兰（韓語：윤빛가람，1990年5月7日—）是韩国足球运动员，位置是中场，現效力于K聯賽1球隊水原FC。

## 姓名
与绝大多数韩国人的名字不同，“比加兰”（빛가람）并非汉字名，而是韩语固有词，“빛”意为“光”，“가람”意为“河流”。因此还有部分网站将其音译为“尹比加林”或意译为“尹光河”。

## 国际比赛进球
韩国队比分在前。
| 日期          | 场地   | 对手     | 进球数 | 结果  | 比赛               |
| ------------- | ------ | -------- | ------ | ----- | ------------------ |
| 2010年8月11日 | 水原市 | 奈及利亞 | 1进球  | 2–1   | 友谊赛             |
| 2011年1月22日 | 多哈   | 伊朗     | 1进球  | 1–0   | 亚洲杯四分之一决赛 |
| 2016年6月5日  | 布拉格 | 捷克     | 1进球  | 2 - 1 | 友谊赛             |

## 榮譽
蔚山現代
- 亚足联冠军联赛：2020

### 個人
- K-League 最佳十一人：2010、2011
- K-League 最佳新人：2010
- 亚足联冠军联赛最有價值球員：2020